# Pseudoniphargus mateusorum
Pseudoniphargus mateusorum is een vlokreeftensoort uit de familie van de Allocrangonyctidae. De wetenschappelijke naam van de soort is voor het eerst geldig gepubliceerd in 1980 door Stock.